# Рукавиця Микита Вадимович
Микита Вадимович Рукавиця (англ. Nikita Rukavytsya; нар. 22 червня 1987, Миколаїв) — австралійський футболіст українського походження, нападник, однак в європейській клубній кар'єрі частіше грає вінгером. Гравець ізраїльського клубу «Маккабі» (Хайфа). Учасник чемпіонату світу 2010.

## Кар'єра
У третьому класі записався до ДЮСШ «Торпедо» (Миколаїв). Перший тренер — Олександр Васильович Сумм.
2001 року разом із батьками переїхав до Австралії. Із сезону 2003/04 грав за команду СК «Перт» (Перт) у чемпіонаті Західної Австралії.
Навчався в Австралійському інституті спорту (Australian Institute of Sport) в Канберрі протягом 2005/06, у цей період виступав за футбольну команду Інституту.
У сезоні 2006/07 20-річний нападник дебютував в А-Лізі, найвищому дивізіоні Австралії, за клуб «Перт Ґлорі». У першості 2007/08 забив 6 м'ячів, 2008/09 — 10 м'ячів. За підсумками сезону 2008/09 отримав «Нагороду Гаррі Кюелла», яку вручають найкращому молодому (до 23 років) футболістові країни.
Напередодні сезону 2009/10 перейшов з «Перт Ґлорі» до нідерландського клубу «Твенте» за суму, яку оцінюють у близько 1,2 млн австралійських доларів (850 тисяч євро). Другу половину сезону 2009/10 провів у бельгійському «Руселаре». У червні 2010 року перейшов до німецького клубу «Герта».
Учасник Олімпійських ігор 2008 у складі олімпійської збірної Австралії. За національну команду Австралії дебютував у серпні 2009 року в грі проти Ірландії (3:0).

## Титули і досягнення
- Чемпіон Ізраїлю (1):

Маккабі (Хайфа): 2020-21
- Володар Кубка Ізраїлю (1):

«Хапоель» (Беер-Шева): 2021-22
- Найкращий бомбардир Чемпіонату Ізраїлю (2):

Маккабі (Хайфа): 2019-20, 2020-21